# Associazione Sportiva Livorno Calcio 2001-2002
Questa pagina contiene i dati relativi alla stagione sportiva 2001-2002 dell'Associazione Sportiva Livorno Calcio.

## Stagione
Nella stagione 2001-2002 il Livorno disputa il girone A del campionato di Serie C1, raccoglie 73 punti vincendolo e salendo direttamente in Serie B, la seconda promossa è stata la Triestina che vince i playoff. Dopo trenta anni di Serie C il Livorno di Aldo Spinelli ritorna in Serie B. Due protagonisti di questa stagione amaranto sono stati il tecnico Osvaldo Jaconi e Igor Protti, vincitore per la terza volta della classifica marcatori con 27 reti. La promozione matematica arriva a Treviso alla penultima giornata, con la vittoria (1-2), con la rete decisiva al minuto 87 di Protti, una rete che cancella tanti anni di delusioni, fallimenti e sconfitte, ed apre al Livorno un periodo roseo. Nell'ultima di campionato con l'Alzano, la promozione è stata salutata da ventimila tifosi al Picchi, mentre poco meno di diecimila erano al Palazzetto di via Allende, dove la gara è stata trasmessa in diretta. 
La squadra labronica perde con l'Ascoli la Supercoppa di Serie C, tra le due squadre che hanno vinto i gironi A e B della Serie C1. Partecipa con poca fortuna alla Coppa Italia nazionale dove il Livorno si piazza ultimo nel terzo girone di qualificazione vinto dal Siena, raccogliendo un solo punto. Mentre nella Coppa Italia di Serie C entra in scena nei sedicesimi, ed arriva a giocare la finale, perdendola nel doppio confronto contro l'Albinoleffe.

## Rosa
| N. |                   | Ruolo | Calciatore         |
| -- | ----------------- | ----- | ------------------ |
| 1  | Italia (bandiera) | P     | Andrea Ivan        |
| 22 | Italia (bandiera) | P     | Marco Amelia       |
| 12 | Italia (bandiera) | P     | Francesco Palmieri |
| 6  | Italia (bandiera) | D     | Richard Vanigli    |
| 79 | Italia (bandiera) | D     | Matteo Melara      |
| 3  | Italia (bandiera) | D     | Giorgio Chiellini  |
| 5  | Italia (bandiera) | D     | Stefano Fanucci    |
| 2  | Italia (bandiera) | D     | Tonino Martino     |
| 14 | Italia (bandiera) | D     | Juriy Cannarsa     |
| ?  | Italia (bandiera) | D     | Armando Perna      |
| 3  | Italia (bandiera) | D     | Davide Mezzanotti  |
| ?  | Italia (bandiera) | D     | David Stefani      |

| N. |                   | Ruolo | Calciatore              |
| -- | ----------------- | ----- | ----------------------- |
| 14 | Italia (bandiera) | C     | Claudio Grauso          |
| 20 | Italia (bandiera) | C     | Davide Saverino         |
| 15 | Italia (bandiera) | C     | Alessandro Doga         |
| 6  | Italia (bandiera) | C     | Michele Gelsi           |
| 8  | Italia (bandiera) | C     | Giampietro Piovani      |
| 67 | Italia (bandiera) | C     | Gennaro Ruotolo         |
| 10 | Italia (bandiera) | A     | Igor Protti             |
| 9  | Italia (bandiera) | A     | Fabio Alteri            |
| ?  | Italia (bandiera) | A     | Matteo Serafini         |
| ?  | Italia (bandiera) | A     | Massimiliano Scichilone |
| ?  | Italia (bandiera) | A     | Simone Basso            |

## Risultati

### Campionato

#### Girone di andata
| Arbitro: | De Marco (Chiavari) |

|                                             |           |                                      |
| Confalone 21’ Bettoni 22’ Zhabov 71’ (rig.) | Marcatori | 29’ Alteri 47’, 65’ (rig.) I. Protti |

| Arbitro: | Brighi (Cesena) |

|              |           |  |
| Saverino 20’ | Marcatori |  |

| Arbitro: | Giannoccaro (Lecce) |

|  |           |              |
|  | Marcatori | 65’ Saverino |

| Arbitro: | Romeo (Verona) |

|                              |           |                                   |
| Alteri 50’, 54’ Serafini 70’ | Marcatori | 18’, 23’ Pellissier 75’ Andreotti |

| Livorno 30 settembre 2001 5ª giornata | Carrarese         | 0 – 0 | Livorno | Stadio Armando Picchi\| Arbitro: \| Belloli (Bergamo) \| |
| Arbitro:                              | Belloli (Bergamo) |       |         |                                                          |

| Arbitro: | De Marco (Chiavari) |

|           |           |                          |
| Mussi 35’ | Marcatori | 32’ I. Protti 50’ Alteri |

| Arbitro: | Girardi (San Donà di Piave) |

|                          |           |  |
| I. Protti 47’ Alteri 73’ | Marcatori |  |

| Arbitro: | Romeo (Verona) |

|  |           |                                 |
|  | Marcatori | 30’, 36’ I. Protti 61’ Saverino |

| Arbitro: | Cenni (Imola) |

|              |           |                |
| Saverino 56’ | Marcatori | 30’ Pietranera |

| Arbitro: | Carlucci (Molfetta) |

|                                       |           |  |
| I. Protti 52’, 70’ (rig.) Piovani 67’ | Marcatori |  |

| Leffe 11 novembre 2001 11ª giornata | AlbinoLeffe         | 0 – 0 | Livorno | Stadio Carlo Martinelli\| Arbitro: \| Giannoccaro (Lecce) \| |
| Arbitro:                            | Giannoccaro (Lecce) |       |         |                                                              |

| Arbitro: | Squillace (Catanzaro) |

|                          |           |  |
| Piovani 36’ Grauso 90+3’ | Marcatori |  |

| La Spezia 25 novembre 2001 13ª giornata | Spezia          | 0 – 0 | Livorno | Stadio Alberto Picco\| Arbitro: \| Brighi (Cesena) \| |
| Arbitro:                                | Brighi (Cesena) |       |         |                                                       |

| Arbitro: | Lambertini (Bologna) |

|           |           |              |
| Alteri 9’ | Marcatori | 35’ Scazzola |

| Arbitro: | Carlucci (Molfetta) |

|                   |           |                           |
| Guidetti 35’, 73’ | Marcatori | 50’ (rig.), 64’ I. Protti |

| Arbitro: | Bergonzi (Genova) |

|                                                 |           |               |
| Piovani 3’ Martino 47’ I. Protti 68’ Alteri 89’ | Marcatori | 83’ Lorenzini |

| Arbitro: | Ferraro (Crotone) |

|  |           |                          |
|  | Marcatori | 22’ I. Protti 70’ Grauso |

#### Girone di ritorno
| Arbitro: | Romeo (Verona) |

|                      |           |            |
| I. Protti 25’ (rig.) | Marcatori | 52’ Cesari |

| Arbitro: | Cenni (Imola) |

|            |           |             |
| Gorini 18’ | Marcatori | 26’ Piovani |

| Arbitro: | Carlucci (Molfetta) |

|                                   |           |  |
| Serafini 46’ I. Protti 87’ (rig.) | Marcatori |  |

| Arbitro: | Squillace (Catanzaro) |

|                    |           |                                           |
| Temelin 89’, 90+3’ | Marcatori | 14’, 76’ Alteri 49’ (rig.), 72’ I. Protti |

| Arbitro: | Girardi (San Donà di Piave) |

|                                                        |           |              |
| Saverino 3’ I. Protti 12’, 65’ (rig.) Scichilone 45+1’ | Marcatori | 67’ Da Silva |

| Arbitro: | Ferraro (Crotone) |

|                                           |           |  |
| Melara 37’ I. Protti 45+1’ Scichilone 48’ | Marcatori |  |

| Arbitro: | Bergonzi (Genova) |

|                 |           |                                   |
| Guariniello 33’ | Marcatori | 15’ Doga 72’ Melara 87’ I. Protti |

| Arbitro: | Giannoccaro (Lecce) |

|             |           |               |
| Saverino 9’ | Marcatori | 7’ Abbruscato |

| Arbitro: | Tonolini (Milano) |

|  |           |                        |
|  | Marcatori | 15’ Alteri 74’ Ruotolo |

| Lucca 17 marzo 2002 27ª giornata | Lucchese            | 0 – 0 | Livorno | Stadio Porta Elisa\| Arbitro: \| De Marco (Chiavari) \| |
| Arbitro:                         | De Marco (Chiavari) |       |         |                                                         |

| Arbitro: | Lops (Torino) |

|                                        |           |  |
| Scichilone 38’ I. Protti 39’, 79’, 89’ | Marcatori |  |

| Lecco 30 marzo 2002 29ª giornata | Lecco               | 0 – 0 | Livorno | Stadio Mario Rigamonti\| Arbitro: \| Benedetti (Vicenza) \| |
| Arbitro:                         | Benedetti (Vicenza) |       |         |                                                             |

| Arbitro: | Bergonzi (Genova) |

|  |           |           |
|  | Marcatori | 17’ Fiori |

| Arbitro: | De Marco (Chiavari) |

|  |           |              |
|  | Marcatori | 40’ Saverino |

| Arbitro: | Girardi (San Donà di Piave) |

|              |           |  |
| I. Protti 1’ | Marcatori |  |

| Arbitro: | Brighi (Cesena) |

|               |           |                           |
| Lorenzini 30’ | Marcatori | 11’ Piovani 87’ I. Protti |

| Arbitro: | Carlucci (Molfetta) |

|                               |           |  |
| Alteri 19’ I. Protti 31’, 47’ | Marcatori |  |

### Supercoppa di Serie C
| Arbitro: | Giannoccaro (Lecce) |

|               |           |  |
| Bonfiglio 63’ | Marcatori |  |

| Arbitro: | Girardi (San Donà di Piave) |

|                       |           |               |
| Basso 53’ Ruotolo 81’ | Marcatori | 58’ Bonfiglio |

### Coppa Italia

#### Girone 3
| Arbitro: | Palanca (Roma) |

|                               |           |  |
| Amerini 52’ Belmonte 88’, 89’ | Marcatori |  |

| Arbitro: | Preschern (Mestre) |

|             |           |                              |
| Martino 89’ | Marcatori | 17’, 82’ Stellone 90+1’ Sesa |

| Arbitro: | Pieri (Genova) |

|            |           |           |
| Scalzo 79’ | Marcatori | 16’ Basso |

### Coppa Italia Serie C
| Arbitro: | Sacco (Civitavecchia) |

|                |           |             |
| Scichilone 39’ | Marcatori | 65’ Campese |

| Arbitro: | Lambertini (Bologna) |

|  |           |                |
|  | Marcatori | 11’ Scichilone |

| Arbitro: | Ioseffi (Siena) |

|                                 |           |  |
| Alteri 4’ (rig.) Scichilone 87’ | Marcatori |  |

| Arbitro: | Ciancaleoni (Foligno) |

|           |           |              |
| Buzzi 70’ | Marcatori | 59’ Saverino |

| Arbitro: | Liberti (Genova) |

|                                |           |  |
| Saverino 8’ (rig.) Martino 73’ | Marcatori |  |

| Arbitro: | Lambertini (Bologna) |

|                         |           |                |
| Tisci 69’ (rig.), 90+1’ | Marcatori | 79’ Scichilone |

| Arbitro: | Squillace (Catanzaro) |

|             |           |                             |
| A. Papa 72’ | Marcatori | 55’, 84’ Piovani 78’ Alteri |

| Arbitro: | Liberti (Genova) |

|                         |           |  |
| Piovani 15’ (rig.), 38’ | Marcatori |  |

| Arbitro: | Brunialti (Trento) |

|                         |           |           |
| Garlini 49’ Beretta 52’ | Marcatori | 45’ Basso |

| Arbitro: | Romeo (Verona) |

|                                              |           |                                 |
| Serafini 45’ I. Protti 87’ (rig.) Basso 107’ | Marcatori | 37’ (rig.) Bonazzi 111’ Garlini |